# Căn phòng (bài hát)
"Căn phòng" là một bài hát được trình bày bởi ca sĩ nhạc pop người Việt Nam, Dương Triệu Vũ cùng nghệ sĩ thu âm Lệ Quyên. Ca khúc là một bản pop-ballad được viết bởi nhạc sĩ Bảo Lê, kể về một người mất đi tình yêu và luôn sống trong hồi ức hạnh phúc ngày ấy, vì thế, kỷ niệm tình yêu cứ hiện về làm anh day dứt, đau khổ, đêm đêm cô đơn với căn phòng trắng lạnh lẽo."
Video âm nhạc của bài hát đã được phát hành trên kênh MTV Việt Nam vào ngày 1 tháng 10 năm 2011 và được chọn để tham gia Giải thưởng Video Âm nhạc Việt 2011 của MTV. Video nhận được nhiều phản hồi tích cực từ những nhà phê bình, cho rằng tình cảm của anh và Lê Quyên rất thật. Sau đó, bài hát đã nhận được một đề cử Giải Mai Vàng năm 2011 cho hạng mục "Top những bài hát được yêu thích nhất năm." Vào ngày 26 tháng 12, anh đã cho phát hành đĩa đơn trực tuyến của bài hát kèm theo một bản phối nhạc nhẹ và hai bản phối của DJ Wang và Phúc Bồ.

## Thực hiện và tiếp nhận
Căn phòng là một ca khúc do nhạc sĩ Bảo Lê sáng tác. Trong bài hát, Dương Triệu Vũ vào vai một người mất đi tình yêu và luôn sống trong day dứt về hạnh phúc tình yêu ngày ấy. Trong bài hát còn có sự xuất hiện của nghệ sĩ thu âm Lệ Quyên, cô chia sẻ với Zing rằng hai người thân thiết đã lâu, cô từng hát chung với Dương Triệu Vũ trên sân khấu nhiều lần và cảm thấy rất hợp.
Sau khi phát hành trên trang Zing MP3, ca khúc đã thu hút gần 260.000 lượt nghe trong vài ngày đầu và hơn 3 triệu lượt nghe. Bài hát đồng thời còn nhận được một đề cử Giải Mai Vàng năm 2011 cho hạng mục "Top những bài hát được yêu thích nhất năm." Sau đó, anh phát hành ca khúc dưới dạng đĩa đơn trực tuyến cùng bốn bản phối khác nhau của ca khúc vào ngày 26 tháng 12 năm 2011. "Căn phòng - Single" đã thu hút hơn 300.000 lượt nghe trên Zing MP3.

## Video âm nhạc

### Thực hiện và phát hành

Dương Triệu Vũ tại buổi họp báo ra mắt video ngày 22 tháng 10 năm 2011 ở BHD Cinema.

Dương Triệu Vũ chia sẻ, ban đầu anh chỉ dám mời Lệ Quyên hát chung vì biết cô rất ít khi xuất hiện trong các video âm nhạc, nhưng khi nghe cô hát câu điệp khúc trong bài hát thì anh đã quyết định mời cô cùng diễn. Đây đồng thời cũng chính là video âm nhạc thứ hai mà Lệ Quyên xuất hiện. Phần ý tưởng hình ảnh do Tý Đô đảm nhiệm, anh chia sẻ rằng anh đã rất cẩn trọng khi thực hiện video "Căn phòng" bởi đòi hỏi của Dương Triệu Vũ khá cao và cho rằng "nhìn [video] có vẻ đơn giản nhưng để làm toát lên sự "đơn giản" ấy cần rất nhiều yếu tố phức tạp phía sau." Ê-kíp thực hiện đã dựng lên một khu vườn địa đàng cùng hoa bướm và một căn phòng trắng như "trong suy nghĩ" của Dương Triệu Vũ. Anh cho rằng, vì đây là video âm nhạc mà anh tham gia Giải thưởng Video Âm nhạc Việt năm 2011 của kênh MTV Việt Nam nên đây chính là video mà anh tâm huyết nhất, "đánh dấu sự thay đổi hình ảnh sang bước ngoặt mới với mức đầu tư tương đối lớn."
Video âm nhạc của bài hát sau đó đã được phát sóng trên kênh MTV Việt Nam vào ngày 1 tháng 10 năm 2011 cùng mã số bầu chọn là 17. Vào ngày 22 tháng 10 năm 2011, Dương Triệu Vũ đã cùng ê-kíp thực hiện video xuất hiện tại buổi họp báo của video ở rạp BHD Cinema dài một giờ. Buổi họp báo đã trình chiếu những đoạn video hậu trường của "Căn phòng" do đạo diễn NKevin Vương Khang cùng Raymond thực hiện.

### Nội dung
Trong video, Dương Triệu Vũ vào vai "một người mất đi tình yêu và chỉ còn kỷ niệm, và những kỷ niệm này cứ lần lượt hiện về làm người con trai đó không thể nào thoát khỏi sự cô đơn và luôn sống trong hồi ức." Video mở đầu với cảnh Dương Triệu Vũ ngồi trên một chiếc ghế màu trắng được đặt trong một khu rừng hoa màu sắc. Anh đang khoác trên người một bộ trang phục màu trắng và ngồi bên chiếc giường cùng màu. Xen lẫn với những cảnh này là cảnh Lệ Quyên và anh vui vẻ với nhau bên thành giường. Sau đó, hai người đã ôm nhau trước sự chứng kiến của Dương Triệu Vũ hiện tại, người đang "khao khát" những kỷ niệm quá khứ. Dù vậy, Lệ Quyên đã rời xa anh và khiến cho khu rừng trở nên tối tăm. Dương Triệu Vũ xuất hiện trong khu rừng ấy bỗng chuyển đến cảnh anh xuất hiện trong một căn phòng trắng. Ở đây, Lệ Quyên mặc một chiếc đầm trắng và bước chân theo anh. Dương Triệu Vũ sau đó đã bước đến một căn phòng, nơi những bức ảnh quá khứ của hai người được treo lên tường. Khi Lê Quyện bước qua từng bức ảnh, những bức ảnh này bỗng nhiên biến mất hình ảnh của cô, chỉ còn lại Dương Triệu Vũ. Anh bỗng nhiên chạy sang một căn phòng mới, nơi hình ảnh của hai người được đặt dưới một gốc cây cùng nến xung quanh. Anh cầm tấm ảnh lên và đặt lại chỗ cũ, Lệ Quyên bỗng nhiên xuất hiện và trình diễn phần lời của mình. Cô sau đó tan thành tuyết, rồi xuất hiện, nắm tay Dương Triệu Vũ rồi tiếp tục biến mất. Ở cảnh cuối cùng, Dương Triệu Vũ còn lại cô đơn một mình trong căn phòng, dang hai tay của mình trong khi những mảnh giấy nhỏ màu trắng đang rơi xuống.

### Tiếp nhận
Sau khi phát hành trên trang nhạc Zing MP3, video của ca khúc đã thu hút hơn 2 triệu lượt xem. Phóng viên Phượng Hoàng của báo mạng VTC News nhận xét: "Mặc dù có sự chênh lệch về tuổi tác nhưng Dương Triệu Vũ và Lệ Quyên vẫn kết hợp rất ăn ý và tình tứ như một cặp tình nhân thực thụ." Tương tự, phòng viên Trang Đào khen ngợi video, cho rằng Lệ Quyên ngày càng xinh đẹp sau khi sinh con và những cảnh diễn thân mật cùng Dương Triệu Vũ khiến nhiều người nghĩ rằng cả hai là một cặp đôi."

## Danh sách ca khúc
Đĩa đơn trực tuyến
1. "Căn phòng (Acoustic)" – 4:50
2. "Căn phòng" (cùng Lệ Quyên) - 4:30
3. "Căn phòng (DJ Wang Remix)" - 3:25
4. "Căn phòng (Phúc Bồ Remix)" - 4:48